# Strange World
Pour le film d'animation Disney, voir Avalonia, l'étrange voyage.
Strange World est une série télévisée américaine en treize épisodes de 42 minutes, créée par Howard Gordon et Tim Kring dont seulement trois épisodes ont été diffusés entre le 8 mars et le 16 mars 1999 sur le réseau ABC. Les épisodes restants ont été diffusés du 1er mars au 10 mai 2002 sur Syfy.
En France, la série a été diffusée entre le 28 janvier et le 26 avril 2000 sur Série Club. Rediffusion partielle entre le 1er avril et le 20 mai 2000 sur M6 dans La trilogie du samedi, et intégralement entre le 16 janvier et le 10 avril 2002 toujours sur M6.

## Synopsis
Petite sœur de X-Files, cette série explore le monde des scientifiques qui œuvrent à des fins criminelles : armes chimiques et biologiques, manipulations génétiques…
Paul Turner, spécialiste en bactériologie pour le compte de l'armée américaine, a été exposé à un virus inconnu pendant la guerre du Golfe. Luttant contre la mort pendant six ans, il est sauvé par une mystérieuse jeune femme asiatique qui lui procure un remède miracle dont les effets sont temporaires. Il réintègre l'USAMRIID (US Army's Medical Research Institute of Infectious Diseases) et pourchasse les apprentis sorciers de ce monde, le tout sur fond de complot gouvernemental.

## Distribution
- Tim Guinee : Dr Paul Turner
- Kristin Lehman : Dr Sydney MacMillan
- Saundra Quarterman (en) : Major Lynne Reese
- Vivian Wu : La femme japonaise
- Glenn Morshower : Colonel Gerald Kanin

## Épisodes
1. Virus mystérieux (Pilot)
2. Mise à l'épreuve (Lullaby)
3. Les Ailes d'Azrael (Azrael's Breed)
4. La Fontaine de jouvence (Spirit Falls)
5. La Main du diable (The Devil Still Holds My Hand)
6. À fleur de peau (Skin)
7. Surhomme (Man Plus)
8. La Rage au ventre (Rage)
9. Poussière de rouille (Aerobe)
10. Eliza (Eliza)
11. Légende indienne (Down Came the Rain)
12. Le Sang de la terre (Food)
13. L'Enfant d'une autre espèce (The Age of Reason)

## Commentaires
Cette série n'a pas eu de succès aux États-Unis et s'est arrêtée prématurément sans que tous les épisodes aient été diffusés.